# Peñón de Vélez de la Gomera

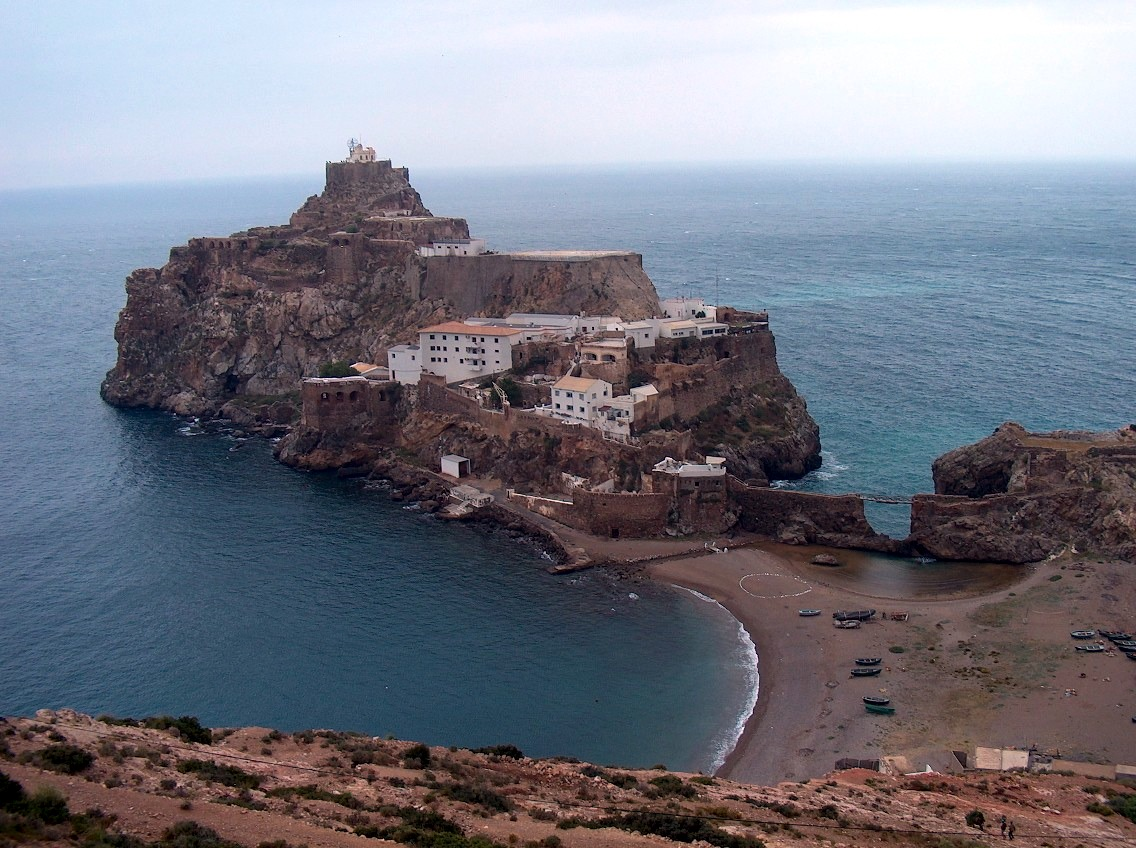
Penon de Vélez de la Gomera

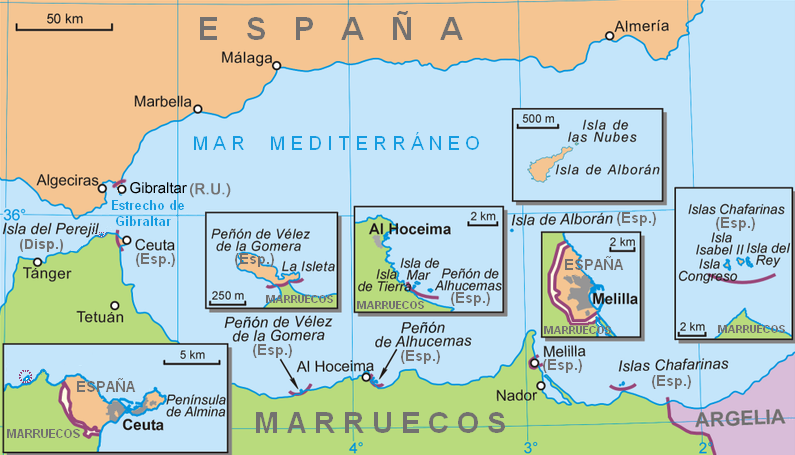
Lägeskarta, Penon de Velez i mitten

Peñón de Vélez de la Gomera (spanska för "La Gomeraklippan", arabiska Thoura, även Badis) är en liten halvö (från början en ö) i Alboránsjön utanför Marockos kust. Klippön är del av de spanska Plazas de soberanía men även Marocko gör anspråk på ön.

## Geografi
Peñón de Vélez de la Gomera ligger vid Marockos kust nära staden Al Hoceïma cirka 120 kilometer sydöst om Ceuta och cirka 125 kilometer väster om Melilla.
Hela halvöns yta upptas av den spanska befästningen inklusive byggnader och kyrka för den militärstyrka som Spanien har stationerad där. Halvöns areal uppgår till ca 0,19 km² med en längd på ca 300 m och ca 70 m bred. Den högsta höjden är på endast 80 m ö.h. I direkt anslutning till halvön ligger småön "La Isleta".

## Historia
Ön erövrades den 23 juli 1508 av spanjoren Pedro Navarro under jakten på pirater. 1522 återtogs ön av sultanen Muley Mohamed.
Den 6 september 1564 återerövrade García de Toledo-området för Spanien under Filip II och ön hamnade åter under Melillas förvaltning. Spanien återupprättade en militärpost på ön som har varit bemannad sedan dess och idag finns ca 60 militärer stationerade här.
Ön kvarstod under Melillas och Spaniens förvaltning efter Spansk-marockanska kriget, den 30 mars 1912 skapades det fransk-spanska protektoratet Marocko (Fèsfördraget) uppdelad på Franska Marocko och Spanska Marocko; protektoratet omfattade dock inte Melilla och Peñón de Vélez som kvarstod under direkt spanskt styre. 
1934 sandfylldes det ca 85 m breda sundet mellan ön och fastlandet under en storm så att den dittillsvarande ön blev en halvö.
Vid Marockos självständighet 1956 kvarstod Penon de Vélez de la Gomera under spansk överhöghet. När Melilla erhöll autonomistatus (Ciudad autónoma) den 14 mars 1995  medföljde även halvön under Melillas förvaltning.
Den 29 augusti 2012  försökte några marockanska aktivister hissa den marockanska flaggan på halvön. De konfronterades av spansk polis, några aktivister arresterades medan några lyckades undkomma. De arresterade släpptes senare samma dag.